# Enallagma doubledayi
Enallagma doubledayi es una especie de caballito del diablo del género Enallagma, de la familia Coenagrionidae, orden Odonata. Fue descrita por Selys en 1850.
Mide 27-37 mm de longitud. Se distribuye por América del Norte: Estados Unidos y Canadá, donde suele ser encontrado en estanques a lo largo de las llanuras costeras.
El estado de conservación de Enallagma doubledayi según la Unión Internacional para la Conservación de la Naturaleza es de menor preocupación, sin ninguna amenaza inmediata para la supervivencia de la especie. La población es estable.